# Lieper See (Mecklenburgische Seenplatte)
Der Lieper See ist ein See im Gemeindegebiet von Klein Vielen des Landkreises Mecklenburgische Seenplatte in Mecklenburg-Vorpommern. Der See ist in zwei Teile gegliedert, den breiteren, wenig gegliederten Nordteil und den flachen, stark gegliederten und verschilften Südteil. Hier befinden sich auch zwei, teilweise überflutete Inseln. Das Gewässer ist 1300 Meter lang und bis zu 550 Meter breit. Größere Teile des Ufers, vor allem das Westufer, sind bewaldet. Am Ostufer liegt der namensgebende Ort Liepen. Die Anhöhen um den See erreichen im Norden mit den Pieverstorfer Höhen bis zu 105,3 m ü. HN. Der Name des Ortes Liepe stammt vom slawischen Lipa = Linde.
Der See liegt im Müritz-Nationalpark.